# Bethel Town
Bethel Town est une localité de la paroisse de Westmoreland, en Jamaïque. Elle abrite 3 060 habitants en 2012.